# Ulrich Schiefer
Ulrich Schiefer (*10 de setembro de 1952, em Lauffen am Neckar, Alemanha) é um sociólogo e antropólogo agrário e do desenvolvimento. Os seus principais interesses são a política de desenvolvimento e cooperação internacional para o  desenvolvimento, especialmente os seus impactes na África  subsariana.

## Biografia
Ulrich Schiefer estudou sociologia com Christian Sigrist e Song Du-yul na Universidade de Münster, antropologia social com Rüdiger Schott e Ulrich Köhler, sinologia  com Ulrich Unger, bem como ciências de comunicação. Depois do seu mestrado em sociologia (1977) sobre cooperativas agrícolas na República Popular da China, trabalhou como voluntário das Nações Unidas em planejamento urbano e regional na Guiné-Bissau. Depois do seu regresso, estudou o estabelecimento das estruturas administrativas e comerciais coloniais e a sua transformação no período pós-colonial na Guiné-Bissau, para o seu Doutoramento (PhD) (1984).  Em 2000, obteve o seu título de agregado em Münster sobre o tema "Economia Dissipativa: A Cooperação para o Desenvolvimento e o Colapso das Sociedades Agrárias Africanas”. 
Em 2013, obteve outra agregação em sociologia no ISCTE - Instituto Universitário de Lisboa. 

## Percurso profissional
Foi assistente de investigação do Instituto de Sociologia da Universidade de Münster a partir de 1986, onde dirigiu a investigação no terreno do projeto "Sociedades Agrárias e Políticas de Desenvolvimento Rural na Guiné-Bissau", que foi liderado por Christian Sigrist e financiado pela Fundação Volkswagen. A isto seguiu-se o estabelecimento de um centro de pesquisa nacional na Guiné-Bissau. Investigação básica sobre as mudanças nas sociedades agrárias devastadas pela guerra e modelos de desenvolvimento pós-colonial bem como investigação aplicada para agências para o desenvolvimento formaram o ponto de partida para novas abordagens teóricas e metodológicas à ajuda ao desenvolvimento. Foi consultor de várias organizações internacionais, sobretudo nos campos do desenvolvimento, planeamento e avaliação regional, organização e desenvolvimento de redes . Realizou trabalho de campo na Guiné-Bissau, Moçambique, Cabo Verde e Angola e apoiou a introdução da metodologia de planeamento e avaliação que ele próprio havia desenvolvido nos estados sucessores da antiga União Soviética, bem como em Portugal.  O principal foco das suas atividades de ensino académico são intervenções humanitárias e de desenvolvimento e o seu impacte na desintegração das sociedades africanas bem como o desenvolvimento organizacional. De 2002 a 2013 foi docente (Privatdozent) no Instituto de Sociologia da Universidade de Münster e em 2014 professor convidado na Universidade de Graz. É professor no ISCTE (-IUL), em Lisboa, desde 1993, focando-se em Estudos Africanos e Desenvolvimento Organizacional. Entre 2011 e 2016, coordenou o Mestrado em Estudos Africanos e a Pós-Graduação em Desenvolvimento Organizacional na Administração Pública no ISCTE (-IUL). É diretor do Doutoramento em Estudos Africanos desde 2016.

## Pesquisa

### Pesquisa no terreno em África
Como os últimos países em África, as colónias portuguesas alcançaram a independência depois de uma guerra pela independência que durou dez anos e que apenas terminou com a Revolução dos Cravos em Portugal em 1974.  A ajuda ao desenvolvimento, juntamente com a ajuda militar, desempenharam um importante papel no conflito entre as grandes potências rivais na guerra fria pelas suas esferas de influência em África. O influxo de ajuda internacional para o desenvolvimento, especialmente para Cabo Verde e Guiné-Bissau, também abriu oportunidades para a investigação científica social destas sociedades por cientistas internacionais.  A violenta descolonização levou a duradouras guerras civis em Angola e Moçambique e a um golpe de estado na Guiné-Bissau em 1998, seguido de um ano de guerra civil.  Ulrich Schiefer dirigiu vários projetos de investigação interdisciplinares, entre outros, sobre o potencial de desenvolvimento nas sociedades agrárias africanas afetadas pela guerra e as estratégias de desenvolvimento de estados pós-coloniais na África Ocidental , especialmente na Guiné-Bissau.

A emergência do comércio colonial e das estruturas administrativas e a sua continuidade após a independência proporcionaram o cenário ideal para a continuidade da estratégia de contra-insurgência colonial no planeamento do desenvolvimento do estado pós-colonial.
Ele apontou as falhas de estratégias de desenvolvimento externamente induzidas nas sociedades agrárias africanas em várias investigações detalhadas, sobre temas como: proteção pós-colheita,  desenvolvimento da indústria e do artesanato, transportes, cooperativas agrárias, cooperação para o desenvolvimento da  sociedade civil portuguesa  e o impacte de medidas de adaptação estruturais na situação das famílias africanas. A sua crítica fundamental da cooperação para o desenvolvimento estabelece uma ligação direta entre estratégias de desenvolvimento – incluindo a sua implementação operacional através do formato de projeto – e o colapso das sociedades africanas. 

### Teoria da economia dissipativa
As estratégias de desenvolvimento das últimas décadas não conduziram ao sucesso desejado. Em vez disso, muitos estados da África subsariana encontram-se num processo contínuo de desintegração social. Com a sua pesquisa fundamentalmente sociológica sobre desenvolvimento, Schiefer quer contribuir para uma teoria do colapso social. Ele questiona em que medida a ajuda internacional será responsável pela destabilização e colapso dos estados e sociedades pós-coloniais. Com base em mais de quinze anos de pesquisa, ele analisa esta relação usando o exemplo da Guiné-Bissau. Ele faz a reconstrução global dos desenvolvimentos sociopolíticos, e examina os efeitos da ajuda internacional especificamente em sociedades agrárias. Constatadas as falhas óbvias da cooperação para o desenvolvimento, tanto na teoria como na prática, Schiefer criou o conceito de “economia dissipativa”, baseado na terminologia e inspirado pelo trabalho de Ilya Prigogine. Nos anos 70, o químico Ilya Prigogine estudou a teoria da dinâmica do não-equilíbrio. Quase todas as leis da física clássica diziam respeito a sistemas fechados de equilíbrio, que na prática são quase inexistentes. Ele estudou sistemas abertos que efetuam trocas contínuas de energia ou matéria com o ambiente, ou seja, que não estão em equilíbrio termodinâmico.   Em sistemas abertos podem formar-se estruturas espontâneas.  A sua existência depende fundamentalmente dos parâmetros do sistema. Pequenas variações podem destruir a ordem e fazer com que o sistema entre de novo numa fase caótica. Prigogine criou o termo estrutura dissipativa.  Desde então, muitos cientistas confirmaram que este modelo é aplicável a qualquer sistema aberto. Em 1977 Prigogine recebeu o Prémio Nobel da Química pela sua contribuição para a teoria das estruturas dissipativas irreversíveis longe do equilíbrio.  A economia dissipativa de Schiefer traduz esta abordagem para a cooperação para o desenvolvimento e a ajuda humanitária. Fornece, assim, uma abordagem explicativa para a emergência e continuação dos paradigmas organizacionais praticamente idênticos em muitos dos, por vezes bastante diferentes, denominados países em desenvolvimento. As agências de desenvolvimento, desde as grandes organizações nacionais e internacionais até às pequenas organizações não-governamentais, surgem assim como estruturas dissipativas. Funcionam apenas na base de um influxo regular de ajuda ao desenvolvimento. O financiamento dos agentes internos é garantido por um influxo externo de dinheiro providenciado pelas agências externas. Estas asseguram o seu efluxo através do financiamento de projetos e semelhantes. Estes fundos circulam dentro de uma economia nacional maioritariamente concentrada nas cidades. Aí, são na sua maior parte usados de uma forma improdutiva. Este setor da economia, dependente de um contributo externo contínuo, é definido por Schiefer como economia dissipativa.

### Trabalho sobre problemas não resolvidos em África
Estudos minuciosos demonstram os efeitos destrutivos e frequentemente irreversíveis das políticas de desenvolvimento internacional, maioritariamente baseadas na transferência de tecnologia, em sociedades agrárias. As consequências são: declínio na produtividade, crises alimentares, urbanização rápida, instabilidade política, migrações forçadas e conflitos violentos que compõem o cenário ideal para as falhas dos estados pós-coloniais e desintegração social na África subsariana. Esta abordagem contribui para a teoria sobre o colapso das sociedades. Descreve as interações entre as agências para o desenvolvimento e as respetivas elites nacionais e a sua ligação às dinâmicas internas das sociedades africanas. Em colaboração com Marina Padrão Temudo, ele introduziu o conceito de resiliência  no debate sobre a desintegração e destruição das sociedades agrárias africanas. Investigaram a resiliência  destas em tempos de crise, com particular foco na sua capacidade de acolher refugiados de guerra durante longos períodos de tempo. Desta forma, mostraram uma alternativa ao estabelecimento de campos de refugiados, que são, frequentemente, incubadoras de violência e destruição social. Ele e Ana Larcher Carvalho investigam, desde 2008, a relação entre políticas de desenvolvimento, migração e o segurança alimentar . Em 2015 começaram uma pesquisa sobre a comunicação  dentro e entre sociedades agrárias africanas. Iniciaram, em 2017, uma investigação internacional sobre a não adaptação de tecnologias em sociedades africanas.

### Planeamento e avaliação integrado de projectos (MAPA)
Schiefer desenvolveu um sistema integrado de planeamento e avaliação para projetos de desenvolvimento e intervenção social, “MAPA” (Método de Avaliação e Planeamento Aplicado”).  Os manuais MAPA foram publicados em quatro línguas e são usados em muitos países. Este sistema, baseado numa abordagem participativa, permite a integração operacional da avaliação e do planeamento e proporciona uma alternativa ao ciclo de gestão do projeto, criticado por Schiefer. 

## Publicações
- Integrated Evaluation of Change. A new perspective for planning and evaluation in multiple intervention environments. Periploi, Lisboa 2008, ISBN 978-989-8079-06-0.
- et al.: Facilitação – Gestão de Processos Participativos. Principia, Cascais 2006, ISBN 972-8818-65-3.
- et al.: MAPA – Manual de Planeamento e Avaliação de Projectos. Principia, Cascais 2006, ISBN 972-8818-58-0.
- Von allen guten Geistern verlassen? Guinea Bissau: Entwicklungspolitik und der Zusammenbruch afrikanischer Gesellschaften. IAK, Hamburg 2002, ISBN 3-928049-83-6.
- & Reinald Döbel: ПРОЕКТ МППА, Практическое руководство по Комплексному Проекту Планирования и Оценки, Авторы: Ульрих Шифер, Раиналд Дёбель, При содействии Лючинии Бал, еревод Татьяны Терещенко.2002.
- & Reinald Döbel: Projekti MAPA Udhezues praktik per planifikimin dhe vleresimin e integruar te projektit. KES/FKSHC, Prishtine 2001, ISBN 963-7316-97-3.
- & Reinald Döbel: MAPA – Project. A Practical Guide to Integrated Project Planning and Evaluation. OSI-IEP Publications, Budapest 2001, ISBN 963-7316-96-5.
- et al.: A Cooperação da Sociedade Civil Portuguesa na Área da Solidariedade Social, CEA-ISCTE + Ministério de Solidariedade e Segurança Social (2 vols.). Lisboa, 179 + 218 p.
- & Olavo Borges de Oliveira und Philip J. Havik: Armazenamento tradicional na Guiné-Bissau. Produtos, sementes e celeiros utilizados pelas etnias na Guiné-Bissau: Fascículo 1, Beafada; Fascículo 2, Mandinga; Fascículo 3, Nalú; Fascículo 4, Balante; Fascículo 5, Fula de Quebo. Bissau – Lisboa – IFS, Münster 1996. [Food Security and Compound Storage in Guinea-Bissau].  ISSN 0939-284X
- Guiné-Bissau zwischen Weltwirtschaft und Subsistenz – Transatlantisch orientierte Strukturen an der oberen Guinéküste. ISSA, Bonn 1986, ISBN 3-921614-56-2